# Didier Digard
Pour les articles homonymes, voir Digard.
Ne doit pas être confondu avec Didier Dinart.
Didier Digard, né le 12 juillet 1986 à Gisors (Eure), est un footballeur français évoluant au poste de milieu de terrain défensif du milieu des années 2000 à la fin des années 2010. Il se reconvertit entraîneur de football.
Reconverti entraîneur, il est nommé en 2023 entraîneur de l'équipe professionnelle de l'OGC Nice jusqu'à fin juin de la même année, avant de rejoindre le Havre AC à l'été 2024 pour un contrat initial de deux saisons.

## Biographie

### Enfance, vie privée et formation normande
Didier Digard débute le football à l'EF Gisors Bézu, qu'il rejoint à l'âge de six ans. Il est resté au club jusqu'à ses onze ans, lorsque l'académie du Havre AC l'invite à un tournoi et à s'entraîner avec le club. Digard fait bonne impression et le HAC lui propose un contrat.
Digard rejoint le Havre Athletic Club à douze ans. Durant sa formation, il révèle plus tard avoir eu des problèmes de comportement, de violence. L'entraîneur du club de l'époque, Mohamed Sall, le convainc de rester. Digard commence à jouer comme attaquant avant d'évoluer en tant que milieu défensif, une position qu'il conserve tout au long de sa carrière. À seize ans, il devient père. Digard signe professionnel à 18 ans.
Il se convertit ensuite à l'islam.

### Débuts au Havre AC et sélections jeunes (2004-2007)
Le 29 octobre 2004, Digard a fait ses débuts avec Havre AC lors d'une victoire 1-0 contre Dijon. Lors de sa première saison, il fait quinze apparitions en championnat.
Durant sa deuxième saison, Digard marque son premier but, de nouveau contre Dijon, lors d'une victoire 2-1 le 31 mars 2006. Lors du match suivant, le 7 avril 2006, Digard inscrit son deuxième but contre Grenoble Foot lors d'une victoire 4-1.
Lors de sa troisième saison, Digard marque son troisième but contre Tours le 12 janvier 2007 (2-0). Didier Digard dispute plus de 70 matchs de championnat avec Le Havre.

### Paris SG et Middlesbrough (2007-2009)
En juin 2007, Didier Digard intéresse des clubs de Premier League tels qu'Aston Villa, Reading et West Ham United. Il choisit finalement de rester en France et signe un contrat de trois ans avec le Paris Saint-Germain, le 3 juillet 2007, pour une indemnité de transfert de 2,5 millions d'euros. Digard fait ses débuts avec le PSG dès la premiere journée de Ligue 1, un match nul contre Sochaux le 4 août 2007. Après un bon début de saison, les blessures et la concurrence réduisent son temps de jeu. Bien qu'il ait quitté le club en mauvais termes, Digard a néanmoins déclaré : « Ce fut une étape importante dans ma carrière, un formidable tremplin. Malgré la longue blessure que j'y ai vécue, je garde beaucoup de positif, c'est une aventure qui m'a beaucoup apporté dans la vie. »
Le 4 juillet 2008, Didier Digard signe un contrat de quatre ans avec Middlesbrough qui offre en échange cinq millions d'euros (quatre millions de livres) au PSG. Digard rejette les offres de Portsmouth et de l'AS Monaco. Il fait ses débuts à Middlesbrough lors du premier match de la saison 2008-09 de Premier League en remplaçant Tuncay à la 72e minute lors de la victoire 2-1 contre Tottenham Hotspur au Riverside Stadium. À la 86e minute du même match, son tir dévié par Mido se transforme en passe décisive pour le but de la victoire. Contre Yeovil Town en League Cup, Digard marque un but de trente mètres (5-1 pour Middlesbrough). Après une autre apparition en tant que remplaçant lors de la défaite 2-1 à Liverpool, il sort de nouveau du banc lors de la victoire 2-1 à domicile contre Stoke City, où un nouveau tir raté se transforme en passe décisive, pour Tuncay qui marque le but de la victoire. Mi-décembre, Digard contracte une blessure à l'aine qui l'écarte près d'un mois des terrains. Il effectue son retour le 10 janvier 2009, titulaire contre Sunderland (1-1). Une semaine après, le 17 janvier , Digard est expulsé contre West Bromwich Albion pour un tacle sur Borja Valero (défaite 3-0). Après avoir purgé une suspension de trois matches, il a fait son retour le 7 février 2009, commençant le match contre Manchester City (défaite 1-0). Son retour est une nouvelle fois de courte durée. Le 21 février 2009, contre Wigan (0-0), Digard est sorti sur une civière au milieu de la première mi-temps à la suite d'un duel avec Lee Cattermole. Le Français souffre d'une blessure aux ligaments croisés du genou droit ainsi que d'une rupture du muscle quadriceps de sa jambe gauche. Après trois mois d'arrêt, Digard revient dans l'équipe et reste sur le banc lors du match nul 0-0 contre Fulham le 18 avril 2009. Le 26 avril 2009, Digard remplace Tony McMahon après 73 minutes lors d'une défaite 2-0 contre Arsenal. À la fin de la saison, Middlesbrough est relégué en Championship après onze années consécutives en Premier League. Digard effectue vingt et une apparitions toutes compétitions confondues.
En 2009-2010, Digard débute lors du match d'ouverture contre Sheffield United (0-0), avant d'être remplacé à la 42e minute victime d'une entorse à l'aine qui l'écarte des terrains pendant un mois. Ce n'est que le 19 septembre 2009 que Digard fait son retour dans l'équipe première en tant que remplaçant contre West Bromwich Albion (défaite 5-0). Le 20 octobre 2009, lors d'un match contre Derby County, il est l'auteur d'une passe décisive pour Adam Johnson, auteur d'un doublé (2-0). Cependant, Digard voit rapidement ses opportunités en équipe première limitées, en raison du changement de rotation sous la nouvelle direction de Gordon Strachan. Il est également confronté à ses propres blessures. Au moment où Digard quitte Middlesbrough sous forme de prêt, il a fait neuf apparitions pour l'équipe.

### OGC Nice (2010-2015)

#### Premier prêt (2010)
Le 8 janvier 2010, Digard a rejoint le club français de Ligue 1 de Nice sous forme de prêt pour six mois, après avoir été limité à 34 apparitions avec Middlesbrough en raison d'une série de blessures. Lors de son arrivée au club, il a déclaré à propos de ce transfert : « J'ai senti une vraie volonté de me faire venir de la part du coach, nos discussions se sont très bien passées. Je suis la L1, j'aime regarder beaucoup de matchs à la télévision, je pense que Nice a une bonne équipe et qu'elle mérite mieux que son classement actuel. Je connais le style de cette équipe et je pense que je peux apporter quelque chose de plus. J'espère les tirer vers le haut en apportant le maximum de ce que je peux faire ».
Deux jours plus tard, le 10 janvier 2010, Digard fait ses débuts à l'OGC Nice lors du premier tour de la Coupe de France contre le Stade Plabennécois, débutant le match avant d'être remplacé à la 73e minute, lors d'une défaite 2-1.
Six jours plus tard, le 16 janvier 2010, il a fait ses débuts en championnat pour le club, commençant le match avant d'être remplacé à la 82e minute, lors d'une défaite 1-0 contre Montpellier.
Le 30 janvier 2010, Digard a marqué son premier but lors d'une défaite 3-2 contre Monaco. C'était son premier but depuis 2007. Pour sa performance, il a été nommé joueur du mois de janvier du club et un autre pour le joueur du mois de février du club.
Depuis qu'il a rejoint le club, Digard est rapidement devenu un titulaire de l'équipe première, jouant au poste de milieu de terrain. Cependant, il s'est blessé à la cuisse, ce qui l'a empêché de jouer pendant le reste de la saison 2009-10. Malgré cela, Digard a fait treize apparitions et a marqué une fois dans toutes les compétitions.

#### Deuxième prêt au Gym (2010-2011)
De retour à Middlesbrough cet été à la fin de son prêt, Digard a été informé par le manager Gordon Strachan qu'il était excédentaire et qu'il devait chercher un autre club.
Il a rejoint Nice en août 2010 sous la forme d'un deuxième prêt consécutif pour le reste de la saison 2010-11, en vue d'un transfert permanent.
Le premier match de Digard après avoir signé pour le club a eu lieu le 12 septembre 2010 contre Bordeaux, où il est entré en tant que remplaçant en début de seconde période et a inscrit le deuxième but du club, lors d'une victoire 2-1.
Après avoir été blessé au cours des trois mois suivants, Digard a fait son retour en fin de match, lors de la victoire 1-0 contre Marseille le 5 décembre 2010. Depuis son retour de blessure, il a regagné sa place dans l'équipe première.
Lors d'une victoire 1-0 contre Arles-Avignon le 22 décembre 2010, Digard a souffert d'un problème gastrique qui l'a fait remplacer à la 38e minute. Malgré cela, il est revenu dans l'équipe de départ, lors d'une défaite 2-0 contre Lille le 15 janvier 2011.
Après avoir souffert d'une blessure, il est revenu dans le onze de départ contre Lyon le 3 avril 2011, capitaine de l'équipe pour la deuxième fois contre le club (ayant été capitaine la première fois le 23 janvier 2011 contre Lyon au deuxième tour de la Coupe de France), dans un match nul 2-2.
À la fin de la saison 2010-11, Digard a fait vingt-huit apparitions toutes compétitions confondues.

#### Transfert à Nice et capitanat (2011-2012)
Ayant joué régulièrement tout au long de la campagne, un accord a été conclu entre les deux clubs et Digard a été transféré définitivement en juillet 2011 pour une somme non divulguée et un contrat de trois ans. Digard a exprimé son espoir de relancer sa carrière à Nice après des expériences difficiles au PSG et à Middlesbrough et de revenir en équipe de France. "Didier jouera devant la défense", a déclaré le manager Eric Roy, "c'est un poste pivot dans le football moderne et il a toutes les qualités pour le faire."
Avant la saison 2011-12, Digard s'est vu confier un nouveau rôle de capitaine. Le premier match de Digard après avoir signé pour le club sur une base permanente a eu lieu lors du premier match de la saison, jouant au poste de défenseur central, lors d'une défaite 3-1 contre Lyon.
Il s'est ensuite imposé dans le onze de départ de l'équipe, jouant au poste de milieu de terrain. En tant que capitaine de Nice, Digard a parlé de l'évolution et de son rôle de capitaine au sein du club tout au long de la saison.
Cependant, il a souffert de deux blessures au cours des mois suivants. Ce n'est que le 17 décembre 2011 que Digard a fait son retour dans le onze de départ, entrant comme remplaçant à la 74e minute, lors d'un match contre Valenciennes (2-0).
Néanmoins, il s'est blessé à la 20e minute de la première mi-temps et a dû être remplacé, lors de la défaite de l'OGC Nice 1-0 contre Montpellier le 28 janvier 2012.
Après avoir manqué un match, Digard a fait son retour dans le onze de départ, où il a débuté le match et repris son rôle de capitaine, lors du match nul 0-0 contre |e Paris Saint-Germain le 12 février 2012. Il a ensuite offert une passe décisive à Abraham Gneki Guié pour marquer le deuxième but du club, lors de la victoire 2-1 contre Bordeaux le 3 mars 2012. Didier a ensuite évolué au poste de défenseur central depuis fin mars jusqu'au 7 mai 2012 contre Toulouse où Digard est passé au poste de milieu central.
Lors des deux derniers matchs de la saison 2011-12, Digard a été à l'origine de deux buts qui ont permis à l'OGC Nice de terminer à la treizième place du championnat. À la fin de la saison 2011-12, il a fait trente-trois apparitions dans toutes les compétitions.

#### Saison référence (2012-2013)
Lors de la saison 2012-13, Digard continue de rester le capitaine du club et retrouve sa place de titulaire au sein de l'équipe. Ce n'est que le 15 septembre 2012 qu'il a aidé l'équipe à obtenir sa première victoire en championnat de la saison, lors d'une victoire 4-2 contre Brest. Lors d'un match contre Bastia le 29 septembre 2012, Digard a offert une passe décisive à Darío Cvitanich pour marquer le premier but du club, lors d'un match nul 2-2.
Au début du mois de novembre, le club  a réalisé une série de huit matches sans défaite en championnat. Cette série prend fin lorsque l'OGC Nice s'incline 3-0 contre Lyon le 22 décembre 2012.
Le natif de Gisors inscrit ensuite son premier but de la saison, lors d'une victoire 5-0 contre Valenciennes le 13 janvier 2013. Cependant, lors d'une défaite 1-0 contre Bordeaux le 27 janvier 2013, Digard s'est blessé à la jambe à la 13e minute et a dû être remplacé en conséquence. Alors qu'il était sur la touche pendant deux semaines, il a été nommé joueur du mois de janvier par le club.
Après avoir manqué deux matchs, ce n'est que le 16 février 2013 qu'il a fait son retour de blessure, en commençant tout le match, lors d'une victoire 1-0 contre le SC Bastia. Pour sa performance de retour, Digard a été nommé dans l'équipe de la semaine de L'Equipe.
Le 14 avril 2013 l'ancien parisien a marqué son deuxième but de la saison, lors d'une victoire 3-0 contre Sochaux.
Digard et ses coéquipiers ont terminé à la quatrième place du championnat, réussissant à se qualifier pour les qualifications de la Ligue Europa la saison suivante. Pour sa performance, il a été nommé joueur du mois d'avril par le club. À la fin de la saison 2012-13, Digard a fait quarante apparitions et a marqué deux fois dans toutes les compétitions.

#### Premiers matches européens et difficulté en Ligue 1 (2013-2014)
Avant la saison 2013-14, Digard a signé une prolongation de contrat avec le club, le gardant jusqu'en 2015, son contrat devant expirer à la fin de la saison. Depuis lors, Digard a continué à rester le capitaine du club et à regagner sa place dans l'équipe première de l'équipe.
Il a joué et été le capitaine de l'équipe lors des deux matches de qualifications pour la Ligue Europa, alors que l'OGC Nice s'est incliné 2-1 sur l'ensemble des deux manches contre l'Apollon Limassol. Digard a déclaré plus tard dans une interview que son seul regret était de ne pas avoir gagné contre l'Apollon Limassol.
Nice réalise une série de cinq matchs sans défaite du 17 août 2013 au 22 septembre 2013. Au cours de laquelle, il est le dernier capitaine à jouer au Stade du Ray avant de jouer dans un nouveau stade. Ses performances contre Lille et Valenciennes lui ont valu d'être nommé équipe de la semaine par L'Equipe. Ce n'est que le 5 janvier 2014 que Digard marque son premier but de la saison, lors d'une victoire 2-0 contre Nantes en 32e de finale de la Coupe de France. Dix jours plus tard, le 15 janvier 2014, il marque contre eux pour la deuxième fois, lors d'une défaite 4-3 en quart de finale de la Coupe de la Ligue.
Digard s'est blessé au mollet à la 40e minute et a été remplacé, lors de la défaite 2-1 de l'OGC Nice le 8 février 2014. Jusqu'à sa blessure, il a participé à tous les matchs du club depuis le début de la saison. Ce n'est que le 22 mars 2014 que Digard fait son retour dans l'équipe première, en entrant en jeu à la 62e minute, lors du match nul 1-1 contre Bordeaux.
Deux semaines plus tard, le 6 avril 2014, son retour a été de courte durée puisqu'il a été expulsé pour un deuxième carton jaune, lors d'un match nul 1-1 contre Saint-Étienne, ce qui lui a valu une suspension d'un match. Après son retour dans l'équipe première, Digard a souffert d'une blessure au mollet qui l'a tenu à l'écart pour le reste de la saison 2013-14.
Tout au long de la saison 2013-14, le club se retrouve à la lutte pour la relégation, qu'il évite en terminant à la dix-septième place. À la fin de la saison, il fait trente-cinq apparitions et marque une fois toutes compétitions confondues.

#### Saison en demi-teinte (2014-2015)
Au début de la saison 2014-15, Digard fait pourtant sa 150e apparition sous le maillot du club, lors d'une victoire 3-2 contre Toulouse lors du premier match de la saison. Mais il a été mis sur la touche par une blessure qui l'a tenu à l'écart pendant un mois.
Le 27 septembre 2014 l'ancien havrais fait son retour dans l'équipe première, en entrant en jeu à la 75e minute, lors d'une victoire 1-0 contre l'AS Monaco. Digard a ensuite offert un but à Carlos Eduardo, qui a ensuite marqué cinq fois en un match, lors d'une victoire 7-2 contre Guingamp le 26 octobre 2014.
Peu de temps après, il a, à nouveau, subi une blessure musculaire qui l'a tenu à l'écart pendant près de deux mois. Ce n'est que le 14 décembre 2014 que Digard a fait son retour dans l'équipe première, en entrant en jeu à la 67e minute, lors d'un match nul 0-0 contre Saint-Étienne.
Une fois de plus, son retour a été de courte durée, puisqu'il s'est blessé au mollet, ce qui l'a empêché de jouer pendant deux mois. Ce n'est que le 21 mars 2015 que Digard fait son retour de blessure, en débutant un match, lors d'une victoire 2-1 contre Lyon. Pendant le match, il s'est blessé et a dû être remplacé à la 63e minute, ce qui l'a mis sur la touche une fois de plus.
Un mois plus tard, le 18 avril 2015  Digard fait son retour de blessure, entrant en jeu à la 56e minute, lors d'une défaite 3-1 contre le Paris Saint-Germain. À la suite de cela, Digard a retrouvé sa place en équipe première pour les autres matchs de la saison.
Il a ensuite marqué son premier but de la saison, lors d'une victoire 2-1 contre le RC Lens le 16 mai 2015.
À la fin de la saison 2014-15, Digard a fait seize apparitions et marqué un but toutes compétitions confondues, ayant permis au club de terminer à la onzième place du championnat. Il est annoncé le 27 mai 2015 que le club annonce le départ de Digard, dont le contrat expirait à la fin de la saison 2014-15

### Real Betis (2015-2016)
Le 8 juillet 2015, Digard a signé un contrat de trois ans avec le Real Betis, nouvellement promu en Liga.
Cependant, Digard a souffert de blessures pendant la pré-saison du club qui l'ont fait manquer le premier match de la saison. Ce n'est que le 29 août 2015 qu'il a fait ses débuts au Real Betis, en entrant en jeu à la 52e minute, lors d'une défaite 5-0 contre le Real Madrid.
Son retour a été de courte durée lorsque Digard a subi une nouvelle blessure lors d'un entraînement à huis clos. Ce n'est que le 24 octobre 2015 qu'il a fait son retour dans l'équipe première, en entrant en fin de match, lors du match nul 1-1 contre Grenade.
Après une blessure d'Alfred N'Diaye, Digard a obtenu sa première titularisation au Real Betis, où il a joué 45 minutes avant d'être remplacé à la mi-temps, lors d'une victoire 1-0 contre Malaga le 7 novembre 2015.
Lors d'un match de suivi contre l'Atlético Madrid, il a obtenu sa deuxième titularisation pour le Real Betis, en jouant tout le match, lors d'une défaite 1-0. Plus tard dans la saison 2015-16, Digard a continué à être victime de blessures et à être placé sur le banc des remplaçants.
À la fin de la saison 2015-16, il n'a participé qu'à huit matches pour le Betis au cours de la saison, avec seulement deux titularisations.
Digard est revenu sur son passage lors de sa première saison au Real Betis, en déclarant : "Malheureusement je me suis blessé juste avant le premier match de championnat et comme l'équipe allait bien, il était difficile de rejouer. Après j'ai trouvé ma place car les résultats étaient moins bons, mais nous avons ensuite changé l'entraîneur qui avait une autre vision, il ne m'a malheureusement pas fait beaucoup jouer. Ce sont des choses qui arrivent dans une carrière. " 
En mars 2016, Didier Digard est endeuillé par la perte de son frère David lors d'un accident de la route.
Avant la saison 2016-17, Digard était lié à un départ du Real Betis, avec un retour en France après qu'Angers SCO ait rejeté une offre pour lui. Le 31 août 2016, Digard a été prêté au CA Osasuna, un autre club de première division, pour un an.
Un an plus tard, le 31 août 2017, Digard a résilié son contrat au Betis qui l'a remercié pour ses services au club. Cela s'est produit après que le président du club, Ángel Haro, ait dit à Digard qu'il ne figurait plus dans le plan de l'équipe première avant la saison 2017-18.

### Prêt à Osasuna (2016-2017)
Le 31 août 2016, Didier Digard rejoint en prêt le club d'Osasuna. Cependant, il a subi une blessure musculaire à l'entraînement qui l'a empêché de jouer pendant un mois.
Ce n'est que le 17 octobre 2016 que Digard a fait ses débuts au CA Osasuna, commençant un match avant d'être remplacé à la 71e minute, lors d'une victoire 3-2 contre SD Eibar.
Le 31 octobre 2016, il s'est gravement blessé face à l'Athletic Bilbao (1-1). Déjà très souvent blessé ces derniers mois, il est éloigné des terrains et souffre d'une rupture totale du ligament croisé antérieur du genou droit. Il a été annoncé que Digard était mis à l'écart entre six et huit mois après une opération réussie. Prêté par le Betis, l’ancien Parisien et Niçois n’a effectué que trois apparitions sous le maillot basque cette saison.
Depuis le 31 août 2017, Didier Digard est sans club après avoir résilié son contrat avec le Real Betis.

### Lorca FC (2018)
Il a été annoncé le 8 janvier 2018 que Digard avait signé pour le Lorca FC en Segunda División espagnole pour le reste de la saison, après avoir passé quatre mois comme agent libre. Cependant, il a subi un revers dans sa carrière à Lorca après avoir subi une blessure qui l'a tenu à l'écart pendant un mois.
Digard a fait ses débuts avec Lorca le 11 février 2018, débutant un match avant d'être remplacé à la 82e minute, lors d'une défaite 3-0 contre Reus Deportiu. Il a débuté à trois reprises des matchs pour Lorca.
Cependant, Digard a continué à être victime de blessures pendant les deux mois suivants au club. Mais ce n'est que le 11 mai 2018 qu'il fait son retour dans l'équipe première, entrant en tant que remplaçant à la 74e minute, lors d'une victoire 2-1 contre le CD Numancia. À la fin de la saison 2017-18, Digard a fait six apparitions avec l'équipe.
Après cela, il a été libéré par le club après avoir été interdit de jouer en troisième division, car il ne répondait pas aux exigences économiques.

### Essai au Paris FC
En octobre 2018, il a fait un essai de plusieurs semaines avec le Paris FC (Ligue 2), mais le club a décidé de ne pas l'engager, déclarant qu'il avait besoin de joueurs qui seraient bientôt "physiquement prêts".

### Reconversion

#### Entraîneur à Nice
Il revient dans son ancien club Nice dont il était capitaine durant son passage en tant que joueur (2010-2015), mais occupera le poste d’entraîneur adjoint des U17 Nationaux. Il accompagnera Bruno Rohart, ce dernier prenant le poste de Fabrice Garrigues, devenu lui responsable de la préformation. Sans club depuis, le milieu de terrain n’a pas trouvé de nouveau challenge, malgré un essai au Paris FC il y a un peu plus d’un an. Il a préféré raccrocher les crampons pour anticiper sa reconversion.
Il est de juin 2021 à novembre 2022 l'entraîneur de l'équipe réserve de l'OGC Nice. À cette date, il est promu en équipe première et devient l'adjoint de Lucien Favre.
Le 10 janvier 2023, il est nommé entraîneur de l’équipe première de l'OGC Nice. Digard n'étant pas détenteur du Brevet d'entraîneur professionnel de football (BEPF), l'OGC Nice doit payer une amende de 25 000 euros à chaque rencontre de championnat qu'il dirige. Il réussit ses débuts en signant quatre victoires et un match nul lors des cinq premiers matchs à la tête de l'OGC Nice. Le 6 avril, Digard intègre la promotion 2023-2024 du BEPF. Le 30 juin 2023, il est remplacé par Francesco Farioli, ancien entraîneur du club turc d'Alanyaspor. Didier Digard occupe jusqu'au 30 juin 2024 le poste de directeur du groupe élite, au centre de formation de l'OGC Nice.

#### Entraîneur au Havre
Le 1er juillet 2024, il est nommé entraîneur de l'équipe première du Havre Athletic Club, en remplacement de Luka Eslner parti à Reims. Didier Degard retrouve le HAC 17 ans après l'avoir quitté en tant que joueur. Il perd son premier match sur le banc du HAC 4-1 au stade Océane face au Paris Saint-Germain. Il remporte son premier match face à l'AS Saint-Étienne 2-0 lors de la deuxième journée.

## Style de joueur
Lors de son arrivée à Middlesbrough, Digard déclare : « J'aime vraiment le défi. J'aime le football anglais parce que c'est un défi physique et cela convient à mon jeu, donc je n'ai pas vraiment peur. J'ai hâte de commencer à jouer et à relever le défi. Au milieu de terrain, je dois aider à arrêter les attaquants de l'autre équipe et relancer le jeu, afin que nous puissions contre-attaquer. Je pense qu'être physique, c'est une qualité, pas une mauvaise chose. Vous pouvez avoir des joueurs techniques, des gens qui ont des capacités mentales, mais pour qu'une équipe soit complète, vous devez avoir des gens qui sont forts. » 

## Statistiques
| Saison                | Club                  | Championnat           | Championnat | Championnat | Coupe(s) nationale(s) | Coupe(s) nationale(s) | Compétition(s) continentale(s) | Compétition(s) continentale(s) | Compétition(s) continentale(s) | Total | Total |
| Saison                | Club                  | Division              | M.          | B.          | M.                    | B.                    | Comp.                          | M.                             | B.                             | M.    | B.    |
| 2004-2005             | Le Havre AC           | Ligue 2               | 15          | 0           | 2                     | 1                     | -                              | -                              | -                              | 17    | 1     |
| 2005-2006             | Le Havre AC           | Ligue 2               | 30          | 2           | 3                     | 0                     | -                              | -                              | -                              | 33    | 2     |
| 2006-2007             | Le Havre AC           | Ligue 2               | 27          | 1           | 2                     | 0                     | -                              | -                              | -                              | 29    | 1     |
| Sous-total            | Sous-total            | Sous-total            | 72          | 3           | 7                     | 1                     | -                              | -                              | -                              | 79    | 4     |
| 2007-2008             | Paris Saint-Germain   | Ligue 1               | 16          | 0           | 3                     | 0                     | -                              | -                              | -                              | 19    | 0     |
| 2008-2009             | Middlesbrough         | Premier League        | 21          | 0           | 4                     | 1                     | -                              | -                              | -                              | 25    | 1     |
| 2009-2010             | Middlesbrough         | Championship          | 9           | 0           | 0                     | 0                     | -                              | -                              | -                              | 9     | 0     |
| Sous-total            | Sous-total            | Sous-total            | 30          | 0           | 4                     | 1                     | -                              | -                              | -                              | 34    | 1     |
| 2009-2010             | OGC Nice (prêt)       | Ligue 1               | 12          | 1           | 1                     | 0                     | -                              | -                              | -                              | 13    | 1     |
| 2010-2011             | OGC Nice (prêt)       | Ligue 1               | 24          | 0           | 4                     | 0                     | -                              | -                              | -                              | 28    | 0     |
| 2011-2012             | OGC Nice              | Ligue 1               | 30          | 0           | 3                     | 0                     | -                              | -                              | -                              | 33    | 0     |
| 2012-2013             | OGC Nice              | Ligue 1               | 36          | 2           | 4                     | 0                     | -                              | -                              | -                              | 40    | 2     |
| 2013-2014             | OGC Nice              | Ligue 1               | 29          | 0           | 4                     | 2                     | C3                             | 2                              | 0                              | 35    | 2     |
| 2014-2015             | OGC Nice              | Ligue 1               | 14          | 1           | 2                     | 0                     | -                              | -                              | -                              | 16    | 1     |
| Sous-total            | Sous-total            | Sous-total            | 145         | 4           | 18                    | 2                     | -                              | 2                              | 0                              | 165   | 6     |
| 2015-2016             | Real Betis            | Liga BBVA             | 8           | 0           | 2                     | 0                     | -                              | -                              | -                              | 10    | 0     |
| 2016-2017             | CA Osasuna (prêt)     | Liga BBVA             | 3           | 0           | -                     | -                     | -                              | -                              | -                              | 3     | 0     |
| 2018                  | Lorca Fútbol Club     | LaLiga 2              | 6           | 0           | -                     | -                     | -                              | -                              | -                              | 6     | 0     |
| Total sur la carrière | Total sur la carrière | Total sur la carrière | 280         | 7           | 34                    | 4                     | -                              | 2                              | 0                              | 316   | 11    |

## Palmarès

### En club
- Paris SG
  - Finaliste de la Coupe de France : 2008
  - Vainqueur de la Coupe de la Ligue : 2008

### En sélection nationale
- France -19 ans
  - Vainqueur du Championnat d'Europe des moins de 19 ans : 2005